# Leucadendron concavum
Leucadendron concavum är en tvåhjärtbladig växtart som beskrevs av I. Williams. Leucadendron concavum ingår i släktet Leucadendron och familjen Proteaceae. Inga underarter finns listade i Catalogue of Life.